# Backlot
Un backlot è un'area adiacente a uno studio cinematografico, contenente edifici permanenti o spazi adatti alla costruzione temporanea del set per le scene all'aperto nella realizzazione di prodotti cinematografici e televisivi.

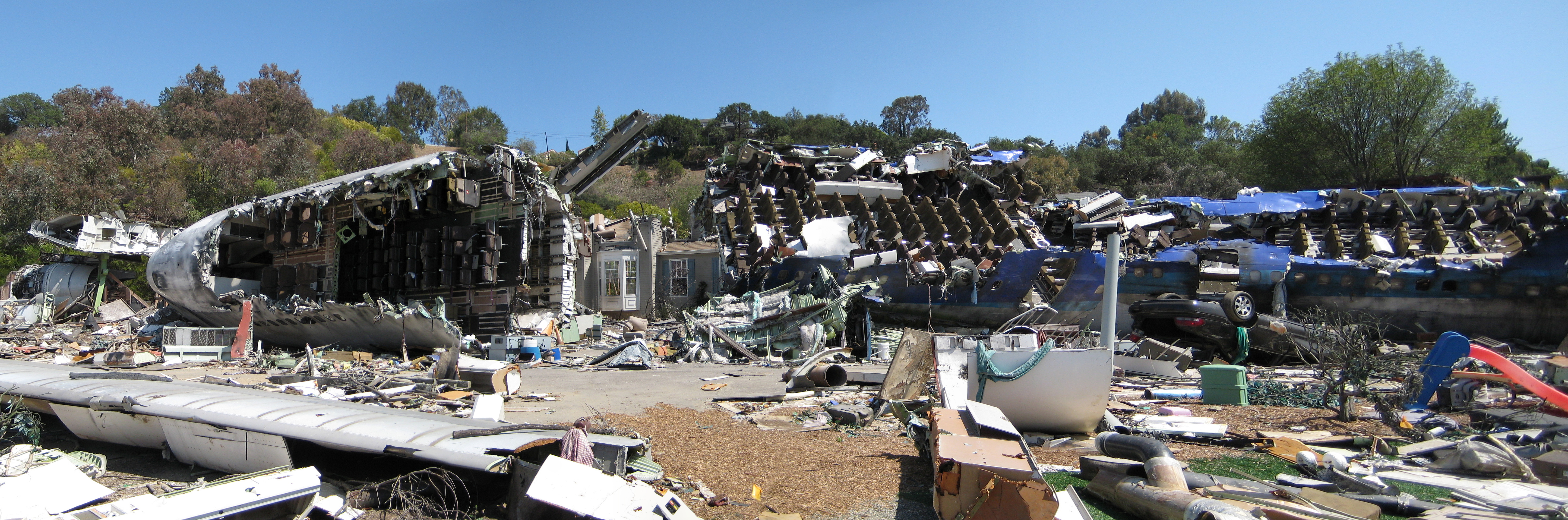
Backlot a Hollywood utilizzato dagli Universal Studios per La guerra dei mondi di Steven Spielberg

Alcuni studi preparano set differenti in un solo backlot, i quali a loro volta sono modificati a seconda delle esigenze di rappresentazione.
Sono scenari che possono includere da montagne, foreste, navi, alla ricostruzione di piccoli villaggi come quelli del vecchio West americano, sino alla riproduzione degli ambienti delle metropoli moderne.
Vi sono strade che costituiscono un vero e proprio assortimento di stili architettonici; ne è un esempio lo stabilimento Forty Acres a Culver City, California, o, per quanto riguarda gli Universal Studios, la casa di Norman Bates nel film Psyco diretto da Alfred Hitchcock
L'ossatura o facciata di un backlot è solitamente edificata a partire da tre lati e un tetto sovrastante, con la parete posteriore e una/due laterali mancanti.
Gli interni sono uno spazio non definito senza stanze, da cui peraltro sono visibili sul retro fili elettrici, cavi, travi, ponteggi.
Le scale, generalmente, sono integrate nella struttura, per permettere agli attori di salire sulla finestra del piano superiore o sul tetto.
Non tutti gli edifici sono "scheletri", tanto che alcuni presentano un quarto muro che chiude l'ambiente.
Quando non in uso, tali spazi fungono da infrastrutture per il mantenimento dell'impianto di illuminazione e di altre attrezzature di produzione; quando in uso, vi si aggiungono porte e finestre, con elementi decorativi e paesaggi sullo sfondo.
Le pareti "a elle" vengono collocate entro gli accessi, affinché si fornisca l'illusione di un interno.
Mezzogiorno e mezzo di fuoco di Mel Brooks (1974) dà la possibilità allo spettatore di osservare il backlot utilizzato dalla Warner Bros., così come le serie televisive Moonlighting e It's Garry Shandling's Show.
Tutti i backlot sono costruiti in modo tale che le aree che dallo schermo sembrano di grandi dimensioni in realtà occupino pochi acri.
Molte strutture di questo tipo sono andate in disuso, giacché i proprietari delle location cinematografiche, tra le quali spicca per importanza Los Angeles, sono stati attirati dagli elevati guadagni provenienti dalla vendita dei terreni.
Nel loro periodo di maggiore uso, i backlot arrivavano a coprire centinaia di acri nell'estensione e raramente i registi li lasciavano.
Sebbene alcune case di produzione cinematografica, come la Metro-Goldwyn-Mayer e la 20th Century Fox abbiano venduto diverse proprietà negli anni sessanta e settanta, molti set storici continuano a essere rasi al suolo, dato lo scarso interessamento per la loro conservazione.